# Verdrag van San Francisco

Shigeru Yoshida tekent voor Japan het Vredesverdrag van San Francisco.

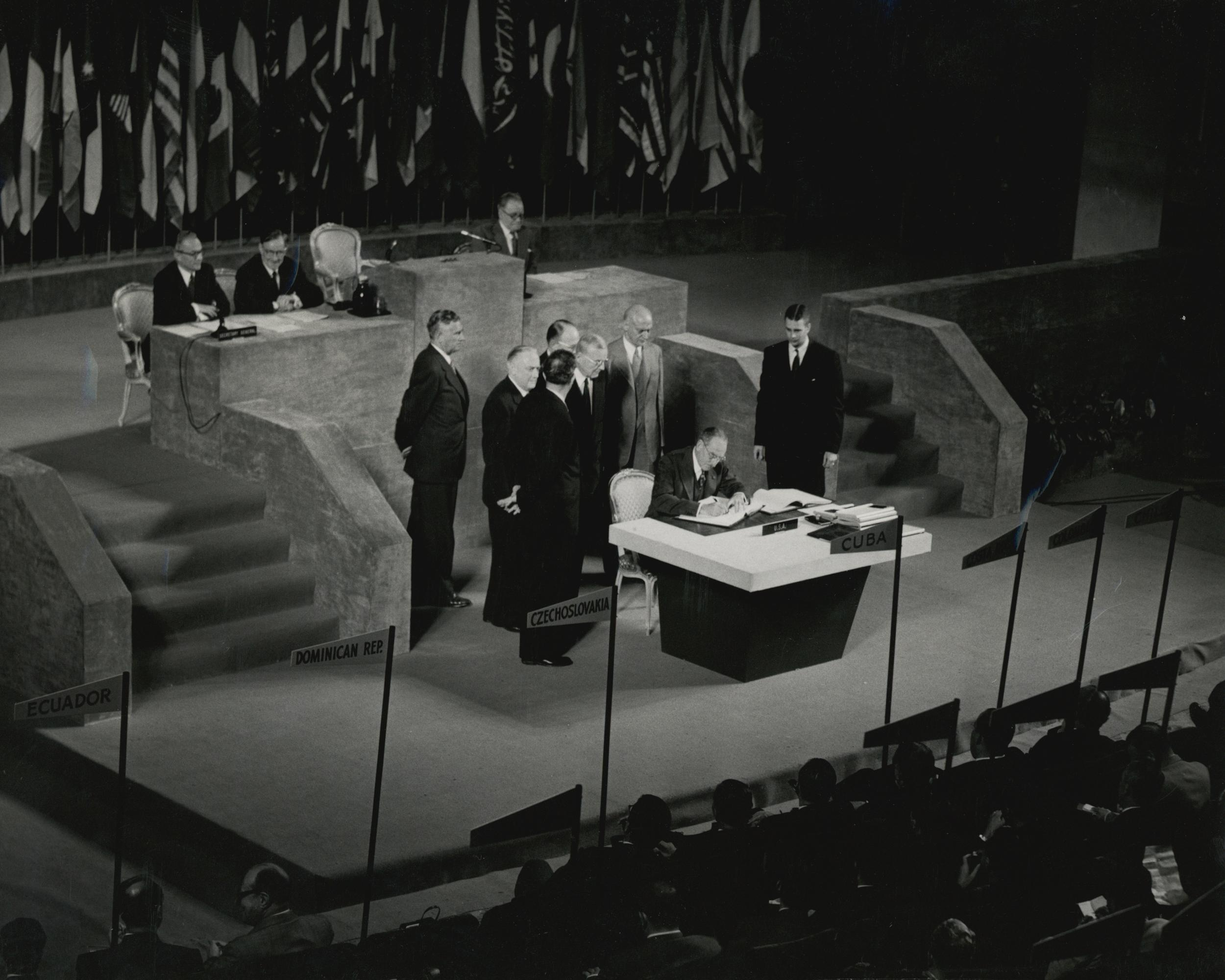
Dean Acheson plaatst de handtekening voor de Verenigde Staten

Het Vredesverdrag van San Francisco is een overeenkomst tussen de geallieerden en Japan die op 8 september 1951 door 49 landen in San Francisco werd ondertekend. Het verdrag trad in werking op 28 april 1952. De officiële naam van het verdrag is Vredesverdrag met Japan.

## Ondertekening
Op 2 september 1945 werd in de Baai van Tokio de Japanse overgave getekend. Het verdrag van San Francisco maakte een officieel einde aan de Tweede Wereldoorlog en herstelde de soevereiniteit van Japan.
Het verdrag is niet door de Sovjet-Unie ondertekend, waardoor er nog steeds een dispuut is tussen Rusland en Japan over de Koerilen-eilanden. Op 19 oktober 1956 ondertekenden Japan en de Sovjet-Unie een gezamenlijke verklaring die een einde maakte aan de oorlogstoestand en voorzag in het herstel van de diplomatieke betrekkingen tussen beide landen. Ze kwamen ook overeen om de onderhandelingen voor een vredesverdrag voort te zetten, iets wat nog altijd niet is gerealiseerd.

## Artikel 3
Volgens artikel 3 van het verdrag bleven de Bonin-eilanden en de Ryukyu-eilanden, waaronder Okinawa en de Amami-, Miyako- en Yaeyama-eilanden gecontroleerde gebieden, de facto door de Amerikaanse strijdkrachten. De Amami-eilanden werden uiteindelijk op 25 december 1953 aan Japan overgedragen, evenals de Bonin-eilanden op 5 april 1968. In 1969 waren de onderhandelingen tussen de VS en Japan bepalend voor de overdracht van gezag over de Ryūkyūs aan Japan. In 1972 volgde dan ook de "reversie" van de Ryūkyūs door de Verenigde Staten plaats, samen met het afstaan van de controle over de nabijgelegen Senkaku-eilanden. Zowel de Volksrepubliek China (VRC) als de Republiek China (ROC) betogen dat deze overeenkomst niet de uiteindelijke soevereiniteit van de Senkaku-eilanden heeft bepaald.

## Nederland
Voor Nederland betekende dit dat Minister van Buitenlandse Zaken D.U. Stikker en de Japanse minister-president Yoshida zouden gaan onderhandelen over de schadevergoedingen van de Nederlandse ex-geïnterneerden uit de jappenkampen in Nederlands-Indië. Ten gevolge van het protocol van 1956 ging de Nederlandse regering akkoord met een door Japan toegezegde eenmalige herstelbetaling. Japan betaalde 38 miljoen gulden voor de circa 80.000 ex-geïnterneerde krijgsgevangenen en burgergeïnterneerden, wat neerkwam op rond 450 gulden per slachtoffer.